# Sociedad Náutica Deportiva Ur-Kirolak

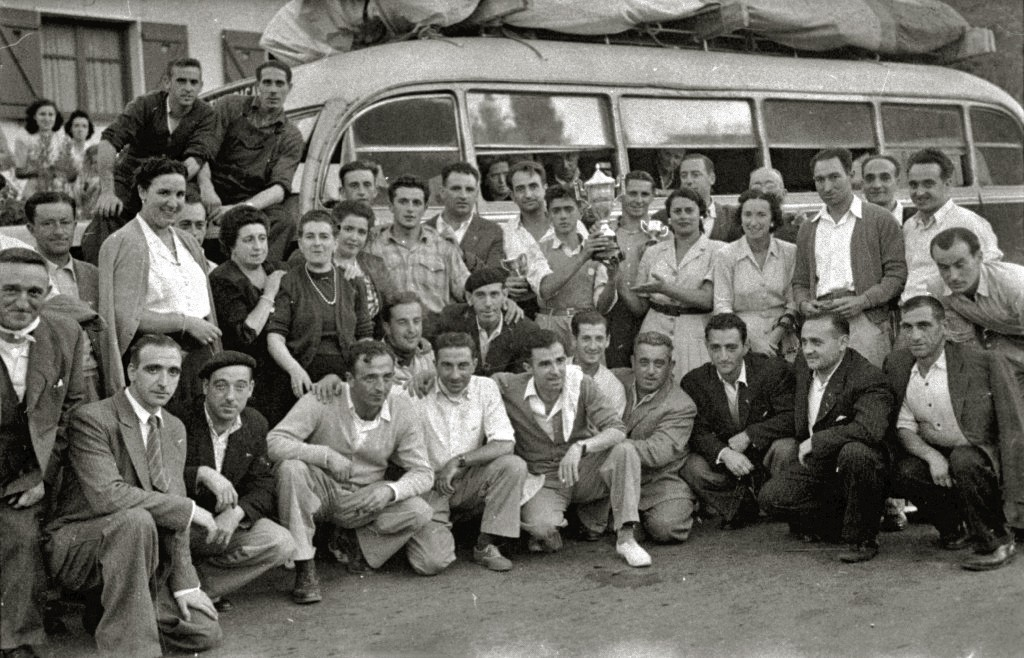
Recibimiento a los remeros de Ur-Kirolak en San Sebastián en 1946.

La Sociedad Náutica Deportiva Ur-Kirolak es un club de remo de San Sebastián (Guipúzcoa) España. Sus colores son el verde, rojo y blanco.

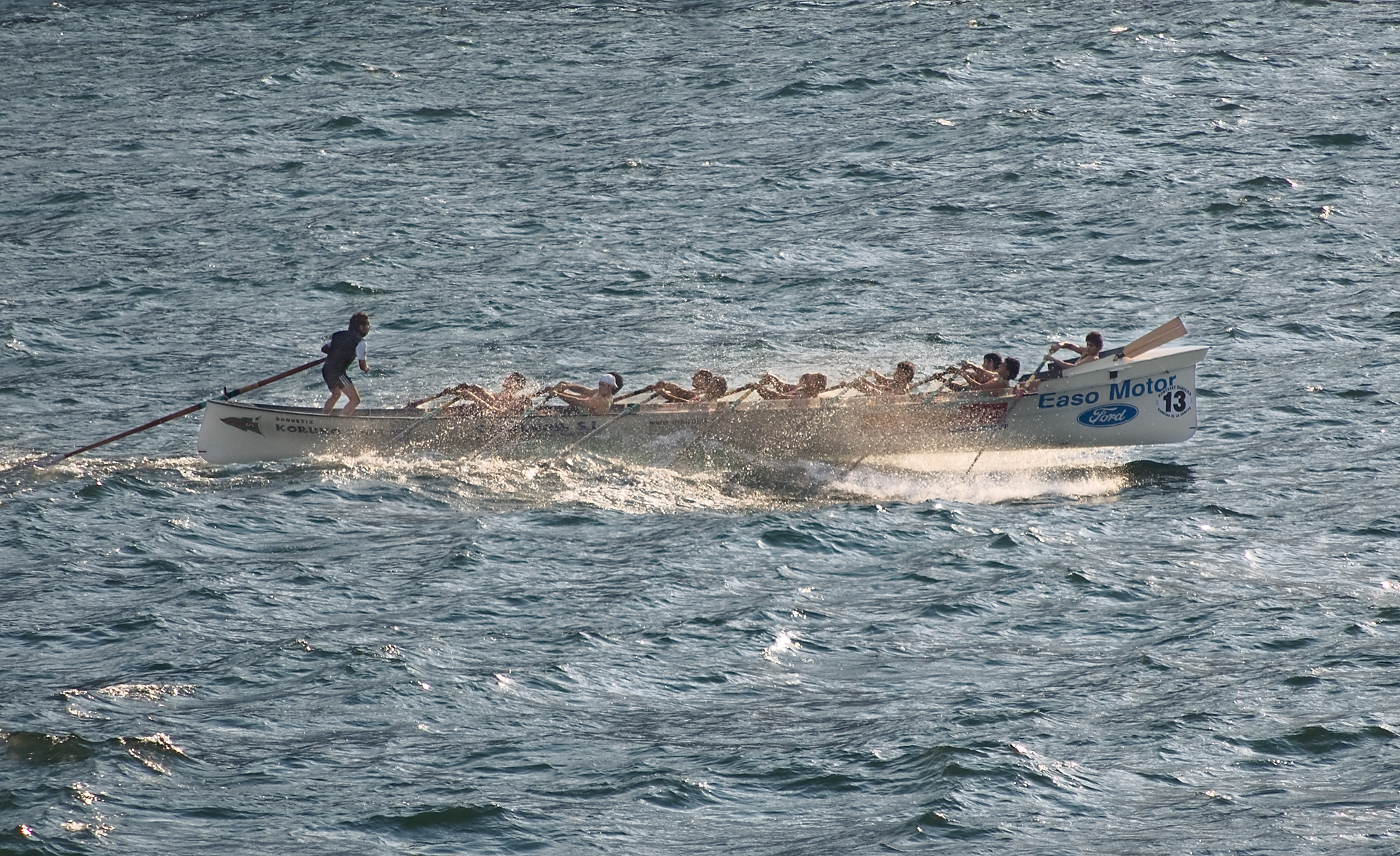
Trainera de Ur-Kirolak en La Concha

## Historia
Ur-Kirolak fue creada el 13 de octubre de 1922. En un principio, se dedicaron al remo de banco móvil, alcanzando el campeonato de España en múltiples ocasiones y modalidades. Podría considerarse que Ur-Kirolak fue pionera en el remo olímpico en su entorno, siendo el referente más importante en ese ámbito durante muchos años.
En 1956 se le premia con la Copa Stadium su contribución en la promoción y fomento del deporte.
En 1982, sacan al agua la trainera, y participan en la Bandera de la Concha por primera vez, aunque en 1955 sus remeros forman la tripulación de la trainera donostiarra. Lograron un segundo puesto en 1983.
En 2007, son partícipes del convenio para crear Donostiarra, la trainera unificada de la ciudad.
En 2009, se forma la trainera femenina, y participa por primera vez en la Bandera de la Concha, en la primera jornada (clasificatoria).

## Palmarés de trainera
Ligas y Campeonatos
- 1 Liga Federativa:[2] 2003

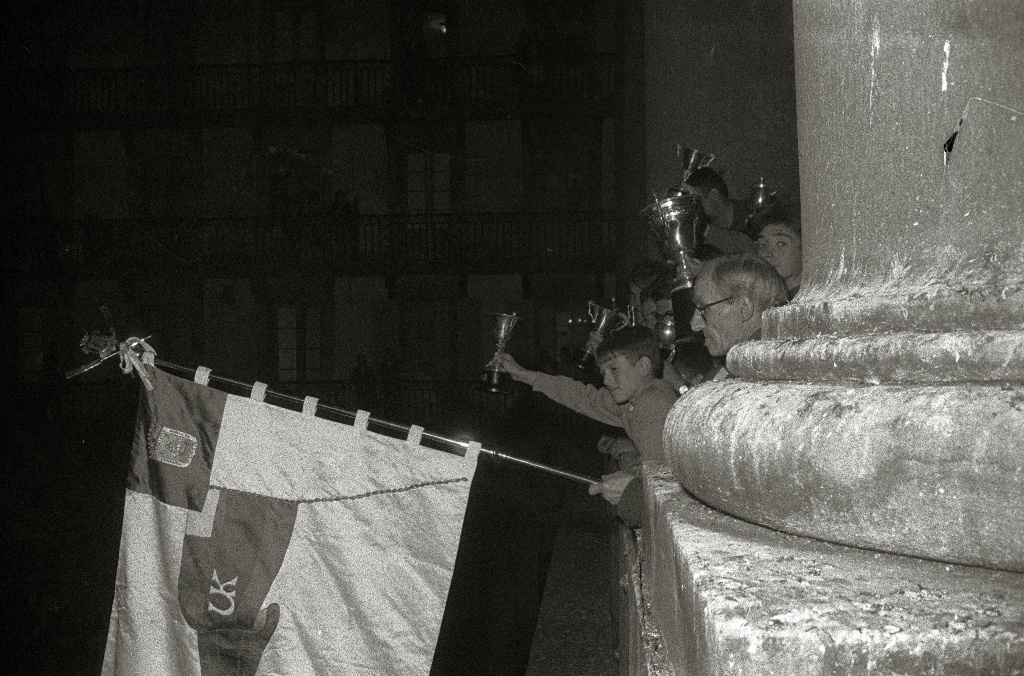
Título nacional de 1964.

- 1 Liga de Guipúzcoa (Liga Federativa):[3] 2003

Banderas
- 1 Bandera de Pasajes: 1983
- 1 Bandera de Ondárroa: 1989
- 2 Banderas de Santander: 1989, 2003
- 1 Bandera San Antolín de Lequeitio: 1992
- 1 Bandera del Carmen: 1992
- 1 Bandera de Vigo: 1993
- 1 Bandera de Biárriz: 1993
- 2 Banderas de Trintxerpe: 1993, 2002
- 1 Bandera Marina de Cudeyo: 2001
- 2 Banderas de Pontejos: 2001, 2002
- 1 Bandera de Guecho: 2003
- 1 Bandera de Orio (Liga Federativa): 2003
- 1 Bandera de Plencia: 2003
- 1 Bandera de Santurce: 2003
- 1 Bandera de Luchana: 2006
- 1 Bandera de Ur-Kirolak: 2006

## Palmarés de banco móvil
En las dos tablas de la parte inferior, se detallan los campeonatos (medallas de oro) conseguidas en distintas modalidades y categorías del banco móvil. Es de destacar el hito logrado en 1959: Ur-Kirolak consiguió llevarse el Campeonato de España, en la categoría senior de las 4 modalidades más importantes: 8+, 4+, 2+, 1X
Campeonatos más importantes:
- 15 Campeonatos de España de modalidad 8+ ABM: 1949, 1954, 1955, 1956, 1957, 1959, 1960, 1961, 1962, 1963, 1964, 1965, 1966, 1967, 1992
- 9 Campeonatos de España de modalidad 4+ ABM: 1948, 1950, 1956, 1957, 1959, 1963, 1965, 1966, 1975 (B)

Campeonatos logrados en todas las categorías:
- Campeonatos de España:

| Modalidad |     |
| Yola 4+   | 23  |
| Canoe     | 3   |
| 8+        | 28  |
| 4+        | 29  |
| 4-        | 2   |
| 4x        | 6   |
| 2+        | 18  |
| 2x        | 2   |
| 1x        | 9   |
| TOTAL     | 120 |

- Campeonatos de Euskadi:

| Modalidad |    |
| 8+        | 10 |
| 4+        | 7  |
| 4-        | 4  |
| 4x        | 5  |
| 2+        | 5  |
| 2-        | 1  |
| 2x        | 8  |
| 1x        | 6  |
| TOTAL     | 46 |

## Presidentes de la sociedad
- Juan Landaberea (1922–1936)
- Luis Zubillaga (1936–1940)
- Pedro Mendizabal (1940–1943)
- Julio Ituarte (1943–1947)
- Luis Zufiaurre (1947–1949)
- Félix Erdozia (1949–1971)
- José María Olasagasti (1971–1990)
- Ricardo Unzueta (1990–2006)
- Iñaki Arana (2006–2010)
- Ricardo Unzueta (2010 – ...)

## Enlaces
- Página oficial de Ur-Kirolak
- Documental "Gora Arraunak", capítulo sobre la historia del banco móvil en Euskadi: el bloque sobre Ur-Kirolak empieza en el minuto 4:00.

- Datos: Q2980114
- Multimedia: Ur-Kirolak / Q2980114